# Heustreu
Heustreu ist eine Gemeinde im unterfränkischen Landkreis Rhön-Grabfeld.

## Geografie
Der gleichnamige Ort liegt in der Region Main-Rhön an der Streu.

### Gemeindegliederung
Es gibt zwei Gemeindeteile (in Klammern ist der Siedlungstyp angegeben):
- Heustreu (Pfarrdorf)
- Wiesenmühle (Einöde)

Es gibt nur die Gemarkung Heustreu.

## Name

### Etymologie
Der Name Heustreu leitet sich vom die Gemeinde durchfließenden Fluss Streu ab, welcher im Gemeindegebiet der Fränkischen Saale zufließt. Der Zusatz Heu (mhd. höuwe) und zeitweise Niedern sollte das Dorf von gleichnamigen nordöstlich liegenden Orten unterscheiden.

### Frühere Schreibweisen
Frühere Schreibweisen des Ortes aus diversen historischen Karten und Urkunden:
| - 1058 „Houstrowe“ - 1143 „Hovvestrovve“ - 1144 „Heustrew“ - 1157 „Hoistrowe“ - 1180 „Nidernstrowen“ - 1199 „Hovstrow“ | - 1234 „Houstrov“ - 1279 „Heustrouue“ - 1317 „Houstrou“ - 1320 „Heustrev“ - 1330 „Heustreu“ |

## Geschichte

### Bis zur Gemeindegründung
Die erste urkundliche Erwähnung erfolgte im Jahr 1057. Das Amt des Hochstiftes Würzburg gehörte ab 1500 zum Fränkischen Reichskreis. Es wurde nach der Säkularisation 1803 zugunsten Bayerns 1805 Erzherzog Ferdinand von Toskana zur Bildung des Großherzogtums Würzburg überlassen und fiel mit diesem 1814 endgültig an Bayern. Im Jahr 1818 entstand die politische Gemeinde.

### Einwohnerentwicklung
Im Zeitraum 1988 bis 2018 stieg die Einwohnerzahl von 1175 auf 1277 um 102 Einwohner bzw. um 8,7 %. 1999 hatte die Gemeinde 1459 Einwohner.
| Jahr      | 1970 | 1987 | 1991 | 1995 | 2000 | 2005 | 2010 | 2015 | 2020 |
| --------- | ---- | ---- | ---- | ---- | ---- | ---- | ---- | ---- | ---- |
| Einwohner | 1128 | 1157 | 1228 | 1390 | 1459 | 1296 | 1215 | 1252 | 1288 |

## Politik
Erster Bürgermeister ist Ansgar Zimmer (CSU/Freie Wählergemeinschaft), dessen Stellvertreter ist Markus Werner. Zimmer wurde im Jahr 2014 Nachfolger von Walter Weber (CSU/Freie Wählergemeinschaft).
Der Gemeinderat hat einschließlich des Bürgermeisters 13 Mitglieder. Alle Mitglieder gehören der CSU/Freie Wählergemeinschaft an.

### Wappen
| Wappen von Heustreu | Blasonierung: „In Rot über einer gesenkten silbernen Wellendeichsel schräg gekreuzt zwei goldene Flammenschwerter.“ |
| Wappen von Heustreu | Wappenbegründung: Für Heustreu ist ein Dorfgerichtssiegel überliefert mit dem Bild des heiligen Michael, das seit der zweiten Hälfte des 18. Jahrhunderts belegt ist. Sein Attribut, das Flammenschwert, wurde in das Wappen aufgenommen. Die über dem Ort liegende Michaelskirche ist das Wahrzeichen von Heustreu. Die ältesten Gebäudeteile stammen aus dem 14. Jahrhundert. Die Wellendeichsel stellt die Lage der Gemeinde am Zusammenfluss von Streu und Saale dar. Die Farben Rot und Silber weisen auf die einstmalige Zugehörigkeit zum Hochstift Würzburg hin. Dieses Wappen wird seit 1970 geführt. |

## Wirtschaft und Infrastruktur

### Wirtschaft einschließlich Land- und Forstwirtschaft
Es gab im Jahr 2020 nach der amtlichen Statistik 173 sozialversicherungspflichtig Beschäftigte am Arbeitsort. Sozialversicherungspflichtig Beschäftigte am Wohnort gab es insgesamt 567. Im verarbeitenden Gewerbe gab es keine Betriebe, im Bauhauptgewerbe zwei Betriebe. Zudem bestanden im Jahr 2016 neun landwirtschaftliche Betriebe mit einer landwirtschaftlich genutzten Fläche von 1362 Hektar, davon waren 1281 Hektar Ackerfläche.

### Bildung
Es gibt folgende Einrichtungen (Stand 2021):
- Kindergarten St. Michael: 86 genehmigte Plätze, 79 betreute Kinder
- Pfarrbücherei, geöffnet mittwochs (16:30 bis 18:00 Uhr) und sonntags (11:00 bis 12:00 Uhr)

### Verkehr
Heustreu liegt an der Bahnstrecke Schweinfurt–Meiningen. Es verkehren Züge der Linie RE 7 (Mainfranken-Thüringen-Express) sowie RB 40 (Unterfranken-Shuttle). Nächstgelegener Bahnhof ist Bad Neustadt (Saale).

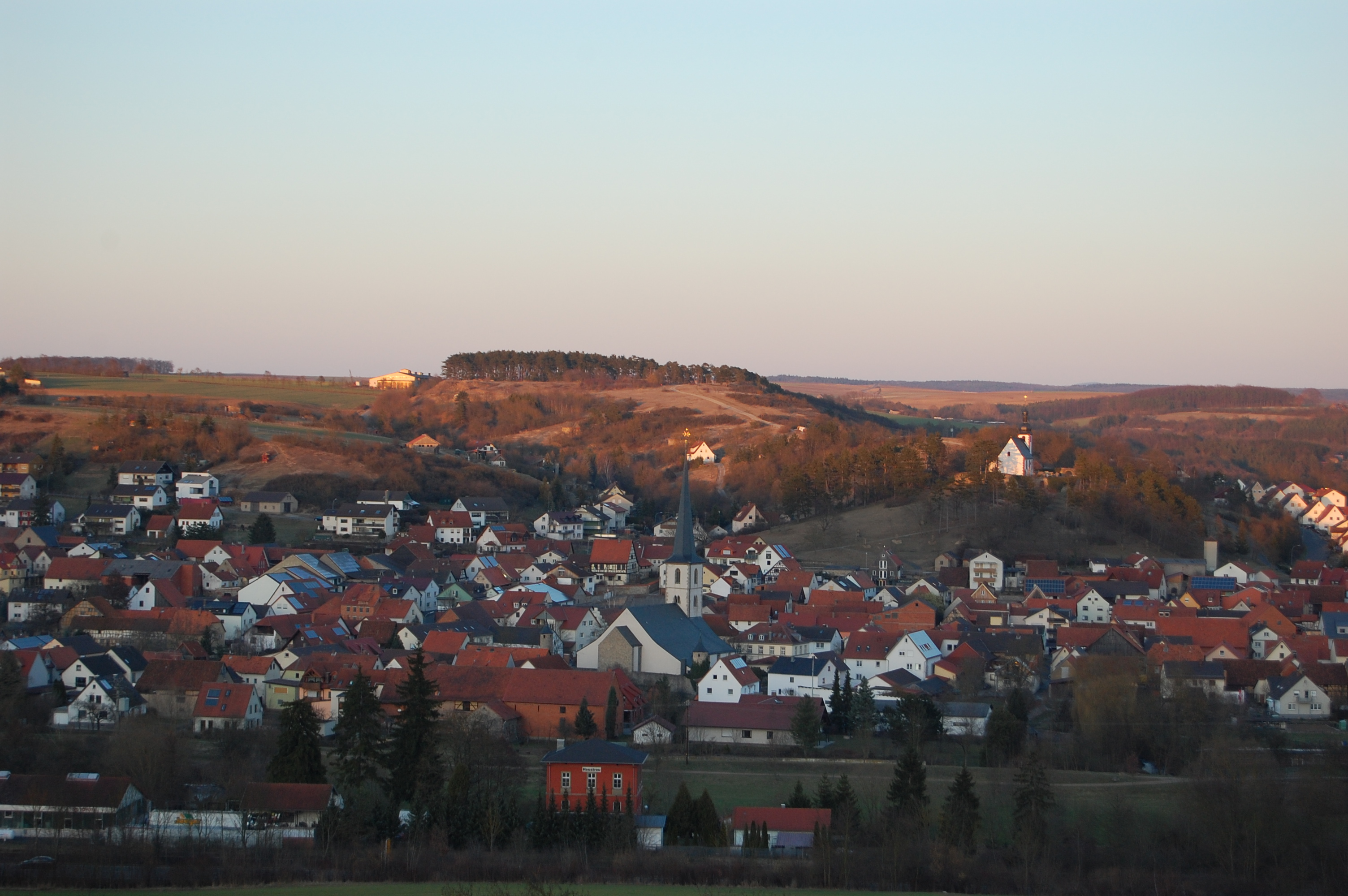
Heustreu (2011)
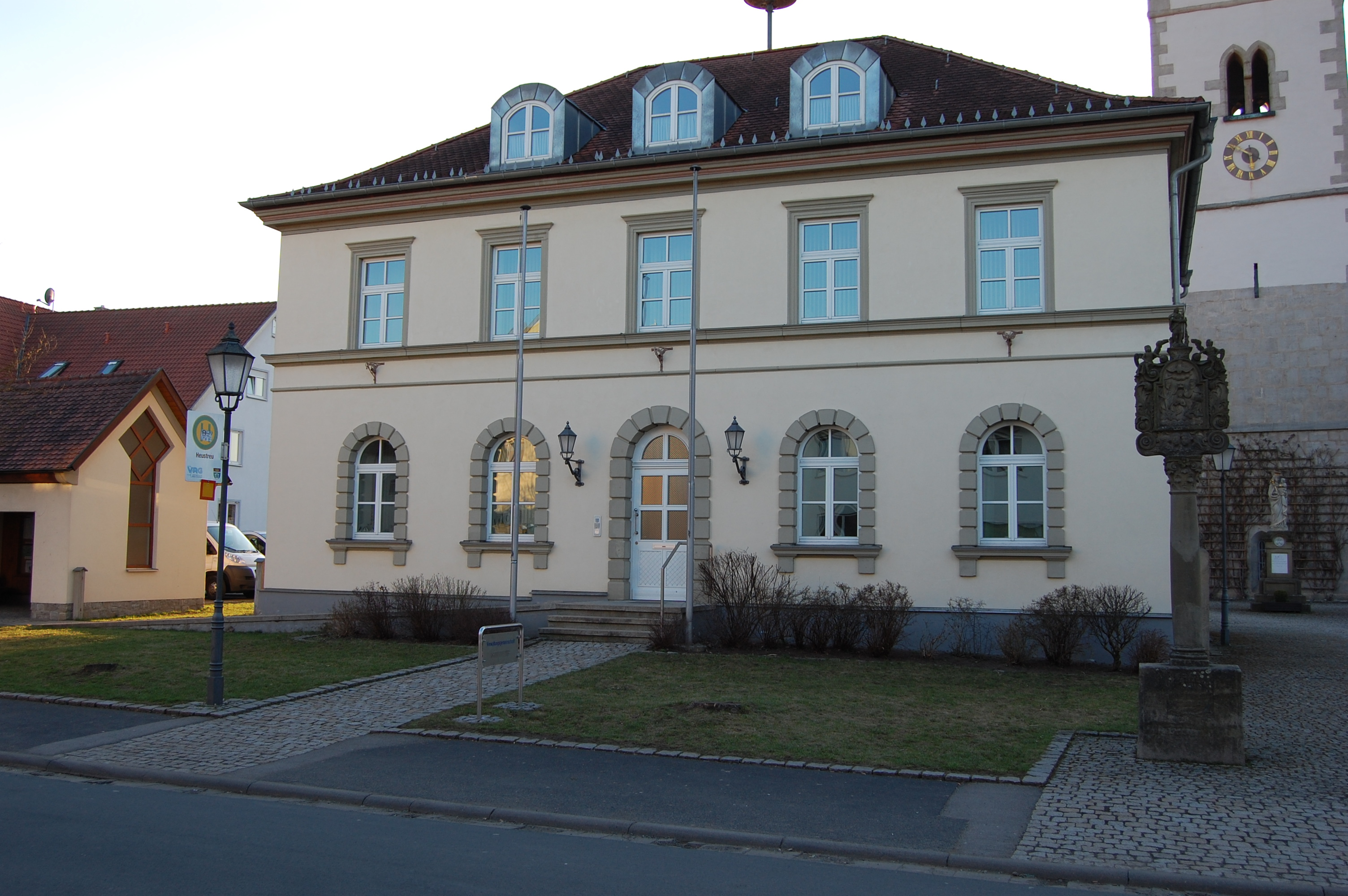
Verwaltungsgemeinschaft
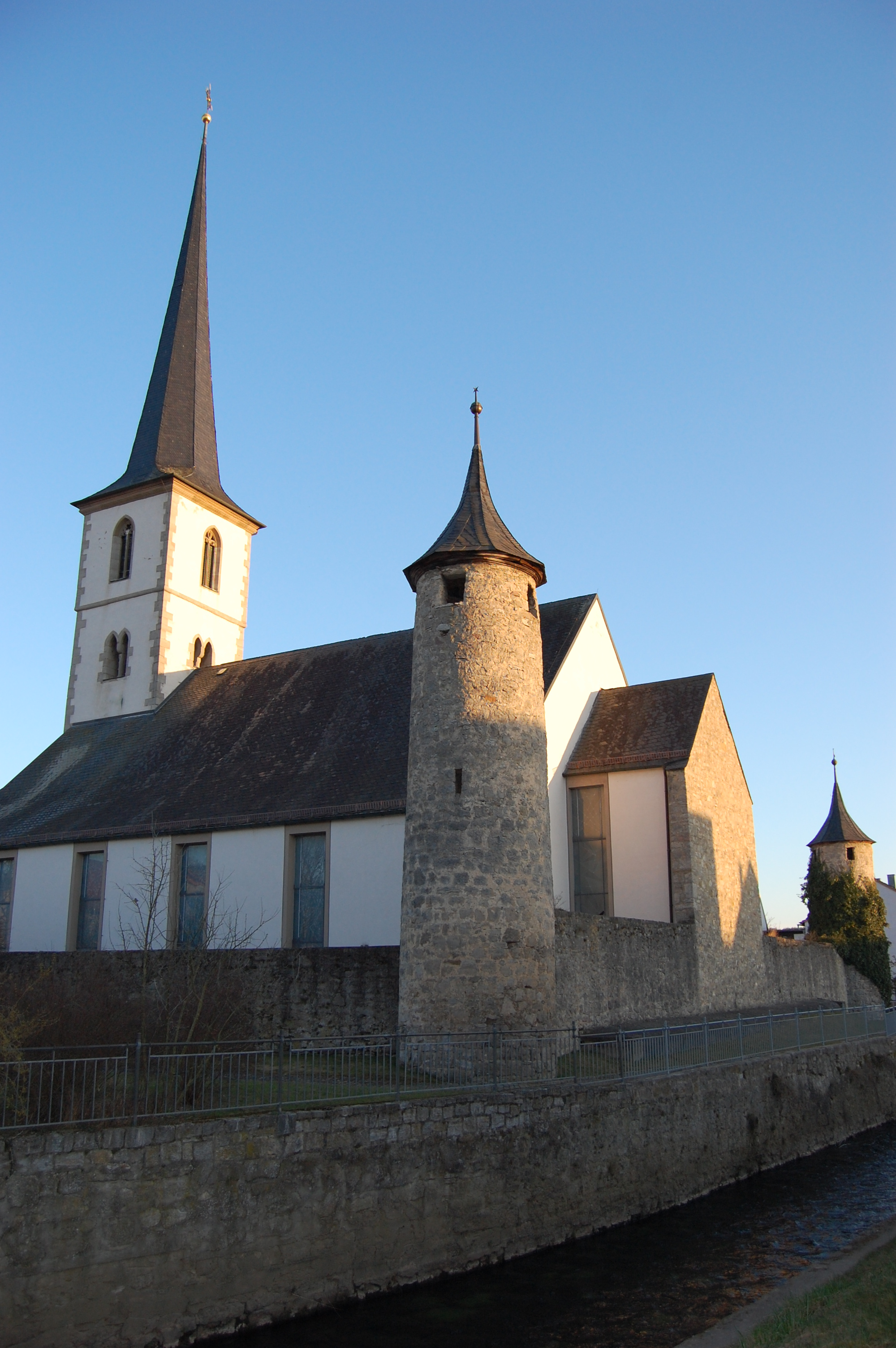
Pfarrkirche St. Michael
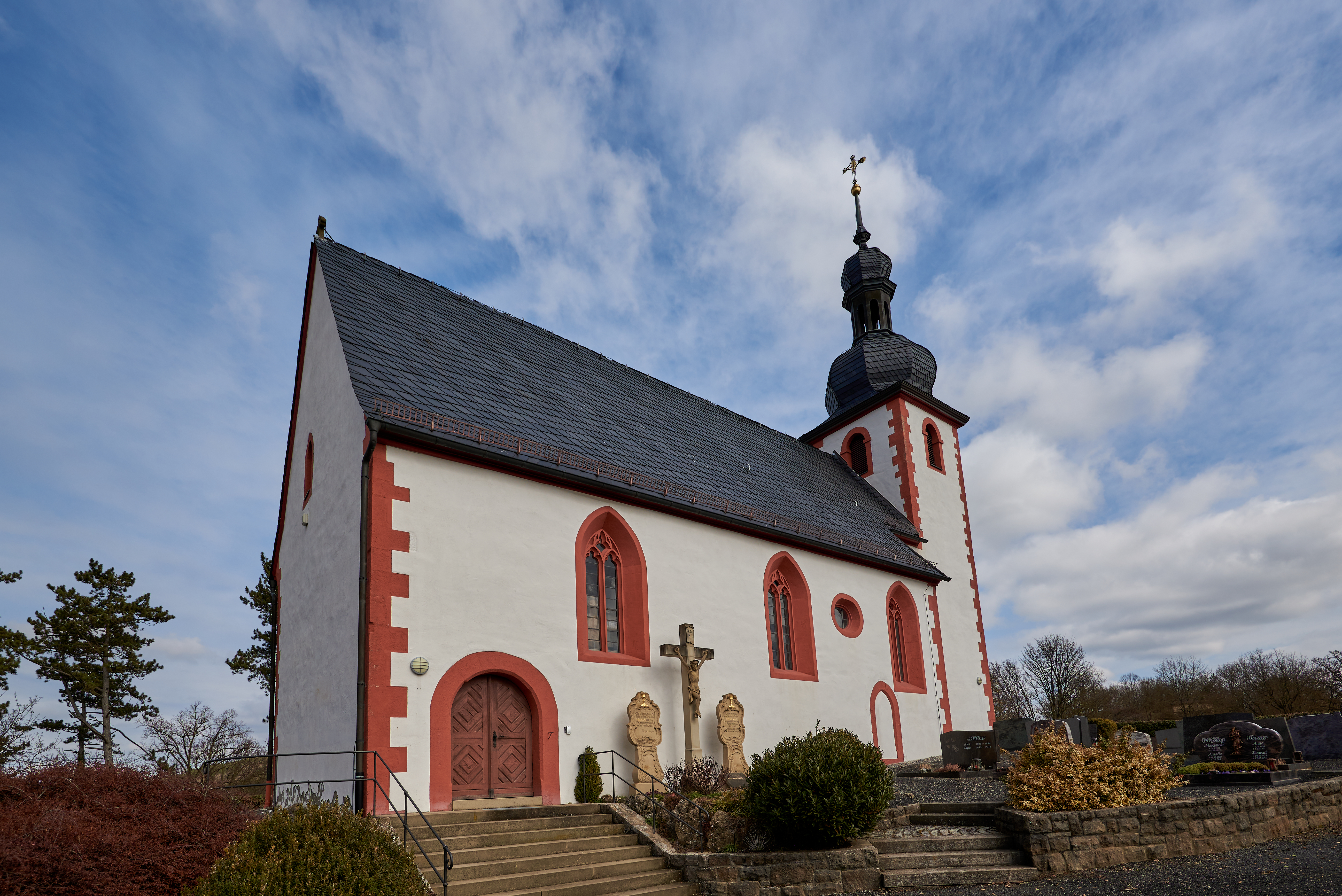
Friedhofskapelle St. Michael
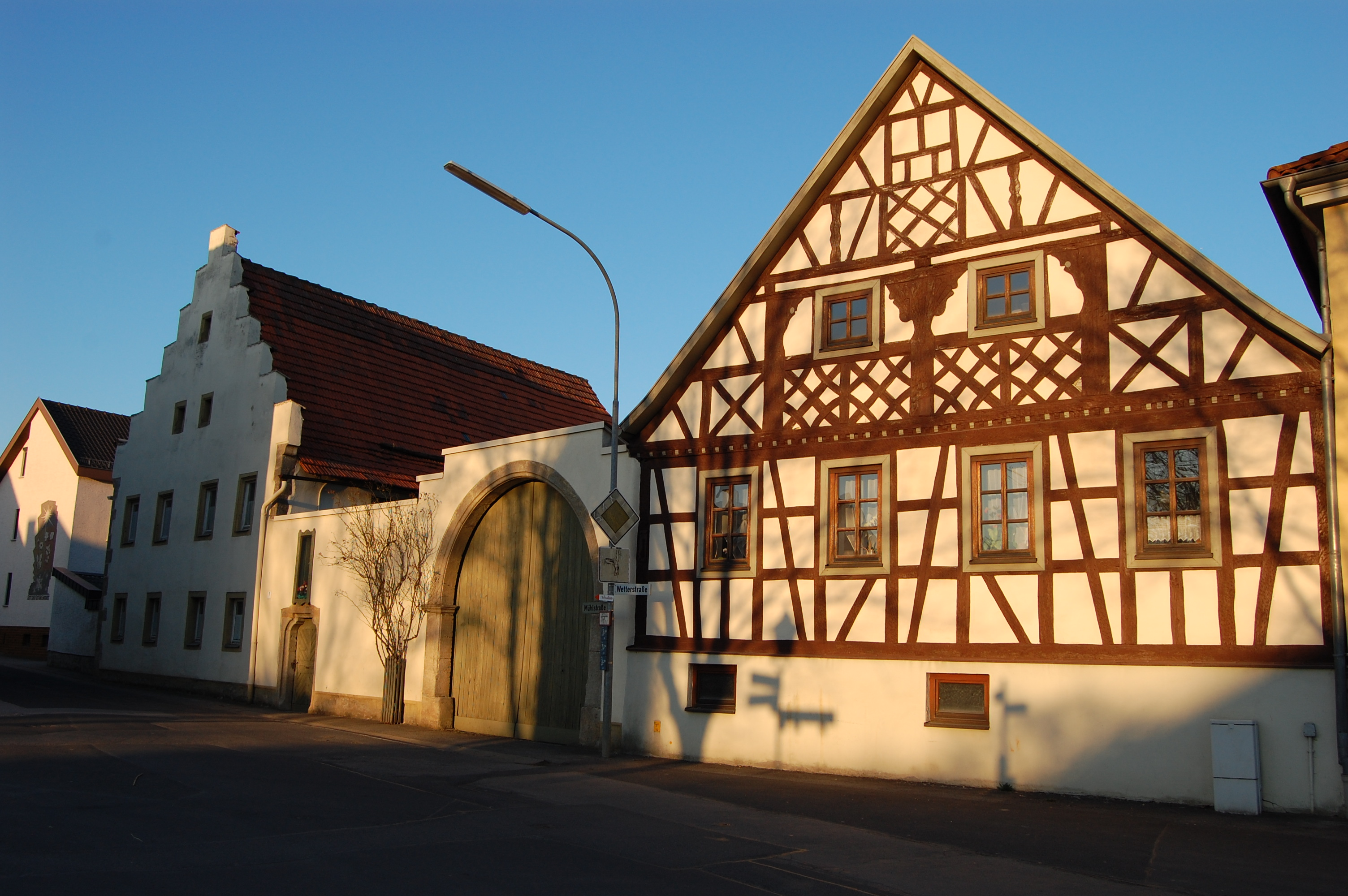
Fachwerkhaus
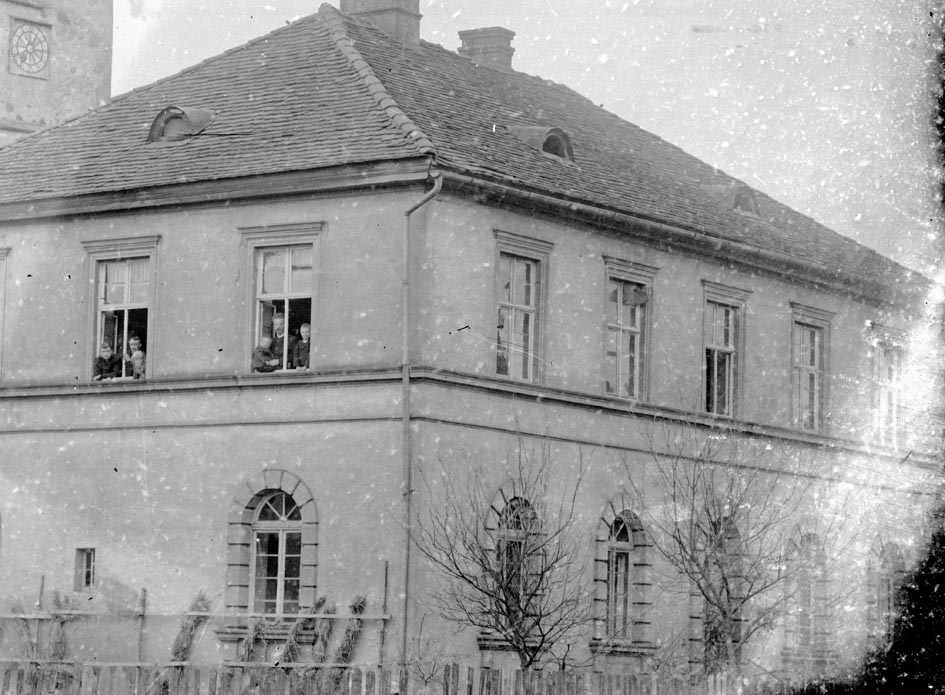
Historisches Foto der Schule von Heustreu von Anton Tretter

## Söhne und Töchter der Stadt
- Hans Döring (um 1483–1558), Maler
- Simon Stäblein (* 1987), Komiker und Moderator